# مرد ذرتی: قهرمان سبزیجات آمریکا
مرد ذرتی: قهرمان سبزیجات آمریکا (انگلیسی: Cornman: American Vegetable Hero) فیلمی در ژانر کمدی و ابرقهرمانی است که در سال ۲۰۰۱ منتشر شد.